# Amchog Ganden Chökhorling
Amchog Ganden Chökhorling (tib. a mchog dga' Idan chos 'khor gling; chin. Amuquhu si 阿木去乎寺 nach dem Ort Amuchuhu) ist ein Kloster der Gelug-Schule des tibetischen Buddhismus im Kreis Xiahe (Sangchu) des Autonomen Bezirks Gannan der Tibeter im Südosten der chinesischen Provinz Gansu. Es wurde 1760 vom 2. Jamyang Shepa, Könchog Jigme Wangpo  (1728–1791), gegründet. Es ist ein Filialkloster von Labrang.

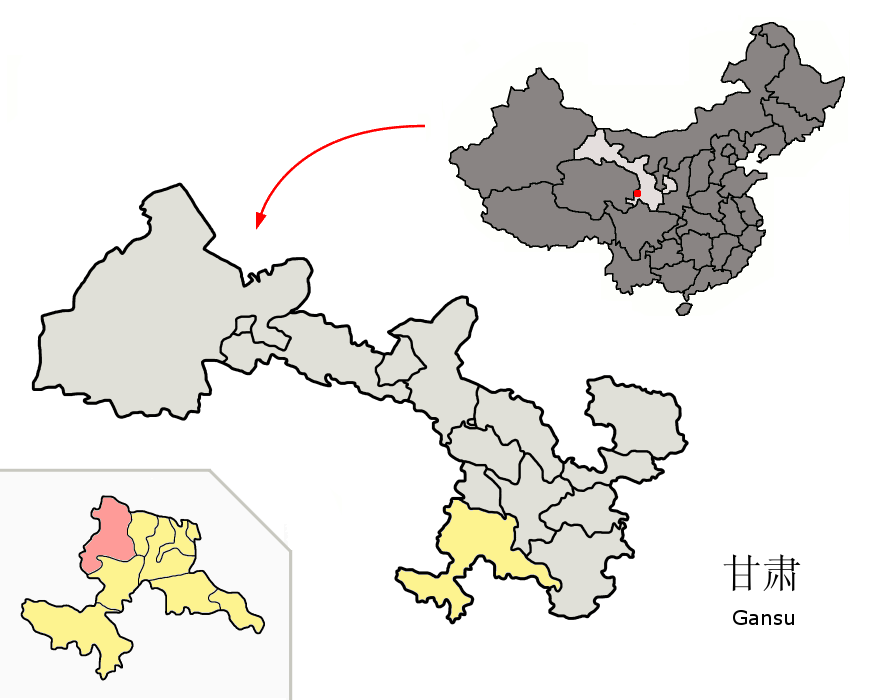
Lage des Kreises Xiahe (Sangchu) in Gansu

Die Äbte des Klosters stellt die Inkarnationsreihe der Belmang Trülkus (chin. Amangcang huofo 阿莽仓活佛).
Der zweite Vertreter dieser Reinkarnationsreihe war der Wa mang Pandita bzw. Belmang Pandita Könchog Gyeltshen (Dbal mang dkon mchog rgyal mtshan; 1764–1853), der vierte Huang Zhengming 黄正明 alias Jigme Tshülthrim Tenpe Nyima (1918–1957).
Es besaß auch eine bekannte Klosterdruckerei.